# Seven Devils (canción de Florence and the Machine)
«Seven Devils» es una canción del grupo británico Florence and the Machine que forma parte de su segundo disco de estudio, Ceremonials, publicado en 2011. No fue propuesto por el grupo para ser sencillo del álbum.
Se trata de una canción con tintes muy oscuros, algo que se refleja en el fondo musical y en la enigmática letra, en la que se citan a siete demonios que rodean a la protagonista de la canción, que parece sentenciada a morir, notándose el anuncio de que estaba muerta al amanecer y lo volverá a estar al final del día.

## Uso popular
La canción pasó a ser reconocida tras su uso por parte de HBO del tráiler de la segunda temporada de su serie Game of Thrones. También apareció en el final de la primera temporada de la serie Revenge de ABC, que se emitió el 23 de mayo de 2012. En 2013 fue usado para el fondo musical del tráiler de la película Hermosas criaturas, así como en la segunda temporada de Lucifer, en el episodio "Love Handles", en enero de 2017.

## Equipo de grabación
La canción, que cuenta con un potente registro de cuerdas, como otras canciones del álbum, requirió de varios músicos externos para poder completar el espectro sonoro necesario para su finalización.
Florence and the Machine
- Florence Welch – voz principal, secundaria en coros
- Christopher Lloyd Hayden – batería, coros
- Tom Monger – arpa y bajo
- Mark Saunders – coros
- Isabella Summers – sintetizador

Músicos adicionales
- Coros: Jack Peñate, Sian Alice, Lisa Moorish y Jessie Ware
- Teclados: Rusty Bradshaw
- Violín: Sally Herbert, Rick Koster, Oli Langford, Gillon Cameron, Warren Zielinski y Richard George
- Chelo: Ian Burdge
- Viola: Max Baillie